# Greit (Weitnau)
Greit (mundartlich: Grit, Greit) ist ein Gemeindeteil der Marktgemeinde Weitnau im bayerisch-schwäbischen Landkreis Oberallgäu.

## Geographie
Die Einöde liegt circa 2,5 Kilometer nordwestlich des Hauptorts Weitnau. Nördlich der Ortschaft liegt Kleinweiler.

## Ortsname
Der Ortsname stammt vom frühneuhochdeutschen Wort gereute für roden und bedeutet somit (Siedlung auf) Rodungsland.

## Geschichte
Greit wurde erstmals urkundlich im Jahr 1509 als im Grytt  erwähnt. 1608 lebten zwei trauchburgische Untertanen in Greit. Der Ort gehörte bis zur bayerischen Gebietsreform 1972 der Gemeinde Wengen an.